# Padrão duplo
O padrão duplo, duplo padrão de julgamento ou dupla moral consiste em aplicar julgamentos diferentes a situações semelhantes ou julgar diferentemente pessoas que estão na mesma situação. O  duplo padrão pode assumir a forma de um julgamento moral que considera aceitável para um determinado conceito (uma norma social, uma regra, uma frase, uma apreciação), se aplicada por um grupo de pessoas, enquanto ele é considerado inaceitável, ou tabu, se for aplicado por outro grupo.
Quando o julgamento diz respeito à esfera da moral, falamos de dupla moral.
O duplo padrão pode ser definido então, como uma espécie de viés cognitivo que determina a suspensão do juízo moralmente injusto em relação a um determinado grupo, violando assim o princípio jurídico e ético que afirma a igualdade dos indivíduo.
No campo do Direito, a aplicação de duplo padrão de julgamento configura clara injustiça, ao violar o princípio universal de que todas pessoas são iguais perante a lei. O duplo padrão viola também o princípio da imparcialidade da justiça, segundo o qual um determinado padrão de julgamento legal deve ser aplicado indiscriminadamente a todas as pessoas, independentemente de condição social, étnia, sexo, religião, idade. 

## Exemplos

### Religião e ideologia
Exemplos de um duplo padrão de julgamento, na religião, são evidentes no maniqueísmo e no marcionismo. Há, nesses casos, uma diferença de tratamento baseada no papel social cumprido pelos fiéis.[carece de fontes?]